# Idioma santali
El santalí es una lengua de la subfamilia de las lenguas austroasiáticas relacionada con Ho y Munari. Es hablado por cerca de seis millones de personas en la India, Bangladés,  Nepal y Bután; la mayoría de sus hablantes viven en la India, sobre todo en los estados de Jharkhand, Assam, Bihar, Orissa, Tripura y Bengala Occidental. Tiene su propio alfabeto, conocido como ol chiki, pero la tasa de alfabetización es muy baja, entre el 10 y el 30%. El santalí es hablado por los santales.